# 森の中の子供たち殺人事件 (ワイルドパーク)
森の中の子供たち殺人事件（もりのなかのこどもたちさつじんじけん、Babes in the Wood murders) は、1986年10月9日にイギリスで発生した誘拐殺人事件。
被害者はニコラ・フェローズとカレン・ヘイドウェイの二人の少女で、犯人は当時20歳の地元の屋根職人ラッセル・ビショップ。ビショップは1987年に逮捕され、裁判は二審で殺人罪が確定する2018年12月10日まで続いた。事件発生から判決の確定まで実に32年もの時間を要したこの事件は、サセックス警察が捜査した事件の中でも最大規模かつ最長期間であった。なお、「Babes in the Wood murders」という事件名は、後述するイギリスの童話に由来している。

## 背景から事件発生まで
ニコラとカレンはイースト・サセックス州ブライトンの北部の町モールセクームに住んでおり、学校は違えど互いに唯一無二の大親友だった。1986年10月9日午後3時3分ごろ、下校したカレンは、レンジにかけた紅茶もそのままに足早に家を飛び出した。午後5時頃ニコラの母スーザンは、ローラースケートで遊ぶ二人を見かけた。一方、カレンの母ミシェルも「あまり遅くならないのよ」と声をかけたが、カレンは「ならないよ」とだけ返した。これが在りし日の娘たちの最期であった。
二人が両親に会ったその後、知り合いの14歳の少女は商店街で、「おうちに帰りなさい。大体、お母さんたちにどこに行くかちゃんと言ってるの？、(お父さんとお母さんが)心配するよ」と二人を叱りつけた。しかし、ニコラは「おいで、あっちの公園行こう」とカレンにしきりに食い下がった。ニコラが指差していたのはワイルドパークと呼ばれるエリアで、「悪いお化け(ブギーマン)が居るから遊んでは行けないよ」と父からきつく言われていたはずの場所であった。午後6時半を回る頃、二人は同じ通りの交番付近で目撃されている。同じ頃付近では、「ライトブルーに見える物」を被った姿のビショップが街灯に照らされて目撃されている。
実は同日ビショップは、ニコラの家に下宿していた人間に話を聞くため、ニコラの家に行っていた。ニコラはビショップに「あっち行って」と言い、彼のガールフレンドを「アバズレ」と罵っていた。
二人の両親は、娘が就寝時間になっても帰宅しないためパニックに陥っていた。カレンの母ミシェルは警察に通報した。警察と近隣住民により200人に上る捜索隊が結成された。ヘリコプターを用いて、ワイルドパークを上空から調べる捜査まで行われた。ビショップも捜索に加わり、彼の追跡犬はよく訓練されており、17000ポンドの価値があると主張した。二人の遺体は、捜索隊のメンバーにより翌日10日の昼過ぎに発見された。二人はその場凌ぎで掘ったと思わしき穴で眠るように亡くなっていた。検死の結果、窒息死であったことと、性的暴行を受けていた事が判明した。
ビショップは、捜査に深く関わろうとしたことから、容疑をかけられることとなった。遺体発見時、ビショップは警官とともにすぐさま現場に駆け寄った。しかし、その警官によれば、ビショップは二人がよく見える位置までは近づかなかった。
ビショップの話は多くの偽証や矛盾で満ちていた。探偵に昨晩の動きに関する質問をされた時、サセックス大学の構内から車を盗もうをとしていたのだと語った。また、新聞屋から新聞を買おうとしたが無一文だったとも主張した。その一方で、昨晩はガールフレンドの家に行くつもりだったが、大麻を買い帰宅したので行けなかったと説明した。また、発見時に少女らの首はまだ脈打っていたとして、証拠のすり替えの可能性を訴えた。しかし、前述の警官の証言によれば、ビショップは遺体に近づいてすらないのである。これらの一連の矛盾から、ビショップは殺人の疑いで10月31日に逮捕された。

## 影響
ニコラの父バリーは、2009年に実の娘への強姦の疑いで逮捕された。しかし、サセックス警察署は、これらの逮捕と調査中の事件との関連性はないとし、彼は釈放されることとなった。

## 1987年の裁判
ビショップは当初は、二人の少女に対する強姦及び殺人罪で、1987年に裁判にかけられた。しかし、司法解剖医や法医学調査班の不手際により遺体の温度の保持ができず、正確な死亡推定時刻を割り出すことができなかった。 検察側は、6時15分から6時30分ごろが死亡推定時刻であるとしたが、科学的な裏付けを取ることはできず、アリバイを崩すまでには至らなかった。
少女らの遺体からは死因が窒息であったにもかかわらず、手形や指紋などは発見されなかった。また、法医学者はカレンの下着に付着していた血液の分析を行わなかった。そして、検察の狙いは、ビショップが着ていたとされるスウェットに定まった。このスウェットは翌10日の濃霧の真夜中、近くの駅の脇の小道で発見された。灯りが必要なほどの霧の中、水気を帯びた地面に対しスウェットだけが乾いており、捨てられてそうは長くないとされた。警察は、ビショップが二人を殺害した後、法医学鑑定において発見されるのがわかっていたため、遺棄したのだとした。しかし、警察側の保管状態が不適正だったこともあり、弁護側は証拠としての信憑性に疑問を投げかけた。
被告人質問の際、ビショップは、これは自分の服ではなく、ガールフレンドであるジェニーのものであると主張した。検察はこれにより、彼は動かぬ証拠から逃れようと嘘をついており、ビショップの証言には信憑性がないとした。しかし、ジェニーは法廷で証言を翻し、そんな服は見たことがないと発言した。裁判官の一人は、「彼女らは6時30分までに亡くなっている。無罪が妥当である」とした。検察側は、彼女らは5時15分から6時30分の間に亡くなったとした。しかし、6時30分に彼女らの目撃証言があるほか、ビショップがワイルドパークを後にしたのも6時30分である。
その後、ビショップは1990年12月にブリントンにおいて、7歳の少女に対し誘拐、性的暴行、及び殺人未遂を働いている。しかし、少女は一命を取り留め、ビショップには14年以上の懲役が下された。

## 2018年の裁判
2005年、2年前に英国において一事不再理の原則が廃止されたことに基づき、ビショップの捜査が再度行われることとなった。この結果、捨てられていたスウェットのDNAは10億分の1レベルでビショップのものと一致することが判明した。また、スウェットに残されていた赤いペンキがニコラの首とカレンのTシャツに付着していたものと一致した他、それに付随する100本に及ぶツタ状に絡み付いた髪の毛も証拠として提出された。さらに、カレンの手首に残されていた粘着テープからもビショップのDNAが検出された。
2016年5月16日、ビショップは殺人罪で逮捕された。 2017年、裁判所は1987年の無罪判決を破棄し、新たな裁判をすることを命じた。2018年2月2日、検察はビショップに対する新たな殺人容疑を主張し、当時の技術では見つけられなかった新たな重要証拠が見つかったとしている。2016年5月、ビショップはフランクランド刑務所からニコラとカレンに対する殺人容疑で逮捕されるため、地元の警察署まで護送された。
2018年12月10日、9週間に及ぶ裁判と、2時間半の審理が行われた。その結果ビショップには有罪評決が下り、最低36年は仮釈放のない終身刑が言い渡された。
2022年1月20日、ビショップは刑務所内で死亡した。

## ガールフレンドの逮捕
2020年3月、ビショップの当時にガールフレンドであったジェニーが逮捕された。これは、1987年の法廷において嘘の証言をしたことに対する罪である。ただ、ジェニーはビショップから暴力を振るわれていたと言う話もある

## 事件名の由来
この事件の名前の由来となったのは、イギリスで16世紀から語り継がれている、「森の中の子供たち」という童話である。あらすじは、遺産相続に絡んで森に捨てられた兄妹が野垂れ死ぬというものである。この童話から、イギリス国内では、子供たちが森の中から遺体で発見された事件に対してこの名称が用いられる。